# سارة ماكبرايد
سارة إليزابيث ماكبرايد (بالإنجليزية: Sarah McBride) (من مواليد 9 أغسطس 1990) هي ناشطة وسياسية أمريكية، تشغل منصب عضوة مجلس النواب الأمريكي عن الدائرة العامة الوحيدة لولاية ديلاوير. وهي عضوة في الحزب الديمقراطي، وقد شغلت سابقًا عضوية مجلس شيوخ ديلاوير من يناير 2021 حتى يناير 2025، ممثلة الدائرة الأولى في الولاية. كما عملت سابقًا كالمتحدثة الصحفية الوطنية باسم "حملة حقوق الإنسان" بين عامي 2016 و2021.
تُعد ماكبرايد أعلى مسؤولة منتخبة علنًا من المتحولين جنسيًا في الولايات المتحدة، وأول شخص متحول جنسيًا بشكل معلن ينتخب لعضوية الكونغرس الأمريكي.
في عام 2020، أصبحت أول شخص متحول جنسيًا يُنتخب لمجلس شيوخ إحدى الولايات الأمريكية. وقبل انتخابها، لعبت دورًا بارزًا في تمرير تشريع في ديلاوير يحظر التمييز على أساس الهوية الجندرية في مجالات العمل، والسكن، والتأمين، والأماكن العامة.
في يوليو 2016، ألقت كلمة في المؤتمر الوطني للحزب الديمقراطي، لتصبح أول شخص متحول جنسيًا يخاطب مؤتمرًا لحزب سياسي كبير في تاريخ الولايات المتحدة. وفي عام 2018، نشرت مذكراتها بعنوان غدًا سيكون مختلفًا: الحب، والفقد، والنضال من أجل مساواة المتحولين جنسيًا، وكتب المقدمة الرئيس جو بايدن. وتُنسب إلى ماكبرايد مساهمة كبيرة في تشكيل آراء بايدن الشخصية وتطوره السياسي فيما يخص قضايا المتحولين جنسيًا.